# Bude Bosnić
Bude Bosnić, hrvaški general in vojaški ataše, * 10. februar 1920, Drežnica pri Ogulinu, † oktober, 2010.

## Življenjepis
Leta 1941 je vstopil v NOVJ in KPJ.
Po vojni je končal šolanje na Višji vojaški akademiji JLA. V letih 1957−1959 je bil vojaški ataše v Turčiji in med 1960–1963 v ZDA.

## Odlikovanja
- Red za vojaške zasluge
- Red bratstva in enotnosti